# 密山府
密山府，晚清时设置的府。
光绪三十三年（1908年）正月初十置，治所在今黑龙江省密山市东知一镇，属吉林省，宣统元年（1909年）属东北路道。无属领。1913年降为县。